# Блюминг (стан)
Блюминг (из англ. blooming) — большой, тяжёлый обжимной стан для предварительного обжимания стальных слитков большого поперечного сечения в блюмы. Блюм, блюмс, блум (англ. bloom) — полупродукт металлургического производства, представляет собой стальную заготовку квадратного сечения, полученную из слитков прокаткой на обжимном стане, которая поступает в дальнейший передел на чистовые станы. Блюминги обычно характеризуются диаметром прокатных валков и представляют собой стан «дуо», то есть с двумя валками и реже устанавливаются «трио», то есть с тремя валками.

## Определение
Согласно БСЭ блюминг — это высокопроизводительный прокатный стан для обжатия стального слитка большого поперечного сечения массой до 12 т и более в блюм.

## История
Впервые трио-станы были применены для обжатия бессемеровских слитков в США А. Холлеем (1871). В последующие годы Джон и Джордж Фриц, а также А. Холлей там же построили механизированные трио-блюминги для прокатки слитков небольшой массы. В Англии Рамсботомом был сконструирован (1880) дуо-реверсивный стан с переменным направлением вращения валков для прокатки слитков до 5 т и более. Широкое распространение дуо-реверсивный стан получил благодаря электрическому реверсивному приводу, предложенному К. Ильчнером (1902). В СССР первый блюминг изготовлен 27 апреля 1931 г. Ижорским заводом; первый произведенный в СССР (по немецким чертежам) блюминг введён в эксплуатацию на Макеевском металлургическом заводе (1933). В конце 1940-х гг. советскими учеными и инженерами (А. И. Целиков, А. В. Истомин и др.) была разработана первая собственно советская конструкция блюминга (работа была удостоена в 1951 г. Сталинской премии 2-й степени).
Современный блюминг состоит из двух прочных чугунных станин, скреплённых в жёсткую систему, в них заваливается при помощи специальных подушек 2 валка диаметром 1,0 — 1,3 м, причём верхний валок при помощи особого электрического устройства может подниматься и опускаться в зависимости от толщины прокатываемого слитка.
В связи с интенсивным развитием в XX веке непрерывного литья стали число блюмингов, вводимых в эксплуатацию, заметно уменьшилось.

## Технология
Технологический процесс прокатки в блюминговом цехе включает:
- доставку горячих слитков на железнодорожных платформах из сталеплавильного цеха к нагревательным колодцам;
- подогрев слитков в вертикальном положении в колодцах до 1100—1300°С (в зависимости от марки стали);
- подачу каждого слитка на слитковозе к приёмному рольгангу блюминга;
- взвешивание слитка и подачу его по рольгангу к валкам блюминга;
- прокатку в 11—19 проходов с обжатием 40—120 мм за проход и промежуточными кантовками на 90° (кантовка и перемещение полосы вдоль валков осуществляются манипулятором).

У полосы, поступившей к ножницам, отрезают передний и задний концы, после чего она передаётся на заготовочные станы. Часто полосу разрезают на отдельные блюмы или слябы, которые передаются рольгангами на холодильник и затем на склад. Выход блюмов и слябов составляет 85—90 % массы слитков. Применение блюминга позволяет разливать сталь в крупные слитки, повышает качество готового проката.